# Мендон (Юта)
Мендон (англ. Mendon) — місто (англ. city) в США, в окрузі Кеш штату Юта. Населення — 1339 осіб (2020).

## Географія
Мендон розташований за координатами 41°42′40″ пн. ш. 111°58′42″ зх. д. / 41.71111° пн. ш. 111.97833° зх. д. (41.711226, -111.978258).  За даними Бюро перепису населення США в 2010 році місто мало площу 3,25 км², уся площа — суходіл. В 2017 році площа становила 3,65 км², уся площа — суходіл.

## Демографія
Згідно з переписом 2010 року, у місті мешкали 1282 особи в 359 домогосподарствах у складі 306 родин. Густота населення становила 395 осіб/км².  Було 374 помешкання (115/км²).
Расовий склад населення:
| - 95,4 % — білих - 0,6 % — чорних або афроамериканців - 0,4 % — вихідців з тихоокеанських островів - 0,3 % — корінних американців - 0,3 % — азіатів - 1,2 % — осіб інших рас |

До двох чи більше рас належало 1,7 %. Частка іспаномовних становила 4,2 % від усіх жителів.
За віковим діапазоном населення розподілялося таким чином: 41,5 % — особи молодші 18 років, 49,2 % — особи у віці 18—64 років, 9,3 % — особи у віці 65 років та старші. Медіана віку мешканця становила 29,2 року. На 100 осіб жіночої статі у місті припадало 97,5 чоловіків;  на 100 жінок у віці від 18 років та старших — 97,4 чоловіків також старших 18 років.
Середній дохід на одне домашнє господарство  становив 96 585 доларів США (медіана — 80 870), а середній дохід на одну сім'ю — 99 358 доларів (медіана — 93 295). Медіана доходів становила 70 583 долари для чоловіків та 42 857 доларів для жінок. За межею бідності перебувало 3,0 % осіб, у тому числі 2,7 % дітей у віці до 18 років та 2,9 % осіб у віці 65 років та старших.
Цивільне працевлаштоване населення становило 400 осіб. Основні галузі зайнятості: освіта, охорона здоров'я та соціальна допомога — 23,5 %, виробництво — 19,5 %, публічна адміністрація — 10,8 %, будівництво — 10,0 %.